# 奇哈尔奇哈
奇哈尔奇哈（Chharchha），是印度恰蒂斯加尔邦Koriya县的一个城镇。总人口15352（2001年）。

## 人口
该地2001年总人口15352人，其中男性8237人，女性7115人；0—6岁人口2025人，其中男1048人，女977人；识字率68.85%，其中男性为77.13%，女性为59.27%。